# Mitsuru Satō (Ringer)
Mitsuru Satō (jap. 佐藤 満, Satō Mitsuru; * 21. Dezember 1961) ist ein ehemaliger japanischer Ringer und Olympiasieger 1988 im freien Stil im Fliegengewicht.

## Werdegang
Mitsuru Satō begann als Jugendlicher an der Oberschule mit dem Ringen. Später besuchte er die Nippon Sport Science University in Tokio, wo er sehr gute Trainingsbedingungen und Trainer vorfand. 1981 machte er auf der internationalen Ringerbühne erstmals auf sich aufmerksam, als er in Bukarest Studenten-Weltmeister im Fliegengewicht im freien Stil wurde.
1983 enttäuschte Satō bei der Asien-Meisterschaft in Teheran, als er nur auf den 4. Platz kam. Auch für die Olympischen Spiele 1984 in Los Angeles konnte er sich nicht qualifizieren. Seine erste WM-Medaille gewann er dann bei der Weltmeisterschaft 1985 in Budapest, als er hinter dem Superstar Valentin Jordanow aus Bulgarien und dem sowjetischen Sportler Minatulla Daibow den 3. Platz belegte.
1986 gewann Satō bei den Asien-Spielen in Seoul im Fliegengewicht den Titel vor dem iranischen Titelverteidiger Yaghoob Najafi Jouybari. Im selben Jahr wurde er in Budapest auch Vizeweltmeister hinter dem Nordkoreaner Kim Yong-sik aber noch vor Valentin Jordanow. Auch bei der Weltmeisterschaft 1987 in Clermont-Ferrand gewann er eine Medaille. Er belegte dort den 3. Platz hinter seinen alten Rivalen Valentin Jordanow und Kim Yong-sik.
Zum Höhepunkt der Laufbahn von Mitsuru Satō wurden die Olympischen Spiele 1988 in Seoul. Nachdem Valentin Jordanow schon in der Vorrunde gescheitert war, gelang ihm der Olympiasieg vor dem Olympiasieger von 1984 Šaban Trstena aus Jugoslawien und dem sowjetischen Sportler Wladimir Togusow.
1989 und 1990 pausierte Satō auf der internationalen Ringermatte. Das Comeback, das er 1991 versuchte, gelang ihm nur halbwegs, denn er belegte bei der Weltmeisterschaft 1991 in Warna den 5. Platz und kam bei den Olympischen Spielen 1992 in Barcelona auf den 6. Platz, jeweils im Fliegengewicht. Da diese Platzierungen seinen Ansprüchen sicher nicht genügten, nahm er nach den Olympischen Spielen 1992 endgültig Abschied von der internationalen Ringermatte.
Er wurde Trainer für Ringen an seiner Stammuniversität.

## Internationale Erfolge
(OS = Olympische Spiele, WM = Weltmeisterschaft, F = freier Stil, Fl = Fliegengewicht, damals bis 52 kg Körpergewicht)
- 1981, 1. Platz, Studenten-WM (Universiade) in Bukarest, F, Fl, vor Gheorghe Bircu, Rumänien, Kim Jong-Kyu, Südkorea, Ray Takahashi, Kanada u. Bernardo Olvera, Mexiko;
- 1983, 4. Platz, Asien-Meisterschaft in Teheran, F, Fl, hinter Yaghoob Najafi Jouybari, Iran, Kuldeep Singh, Indien u. Zhang Jianhua, China;
- 1985, 1. Platz, World-Super-Championship (inoffiziell) in Tokio, F, Fl, vor Šaban Trstena, Jugoslawien u. Filip Mollow, Bulgarien;
- 1985, 3. Platz, WM in Budapest, F, Fl, hinter Walentin Jordanow, Bulgarien u. Minatulla Daibow, UdSSR u. vor Joe Gonzales, USA, Nauzading Burgedas, Mongolei u. Hartmut Reich, DDR;
- 1986, 4. Platz, World-Super-Championship (inoffiziell) in Tokio, F, Fl, hinter Walentin Jordanow, Minatulla Daibow u. Kazutoshi Kamishima, Japan;
- 1986, 1. Platz, Asien-Meisterschaft in Seoul, F, Fl, vor Yaghoob Najafi Jouybari, Son Gan-Bo, Südkorea, Xu Jihua, China u. Kuldeep Singh;
- 1986, 2. Platz, WM in Budapest, F, Fl, hinter Kim Yong-sik, Nordkorea u. vor Walentin Jordanow, Hartmut Reich, Rho Kyung-Sun, Südkorea u. Wladimir Togusow, UdSSR;
- 1987, 3. Platz, WM in Clermont-Ferrand, F, Fl, hinter Walentin Jordanow u. Kim Yong-sik u. vor Wladimir Togusow, Tserenbataryn Enkhbataar, Mongolei u. Carlos Valera, Kuba;
- 1988, Goldmedaille, OS in Seoul, F, Fl, vor Šaban Trstena, Wladimir Togusow, László Bíró, Ungarn, Aslan Seyhanlı, Türkei u. Kim Jong-Ok, Südkorea;
- 1991, 5. Platz, WM in Warna, F, Fl, hinter Zeke Jones, USA, Walentin Jordanow, Wladimir Togusow u. Constantin Corduneanu, Rumänien u. vor Tsenenbataryn Enkhbataar;
- 1992, 6. Platz, OS in Barcelona, F, Fl, hinter Li Hak Sin, Nordkorea, Zeke Jones, Walentin Jordanow, Kim Sun-Hak, Südkorea u. Ahmet Örel, Türkei